# Кориф (сын Париса)
Кориф (Корит, др.-греч. Κόρυθος) — персонаж древнегреческой мифологии Сын Париса и Эноны. Энона из мести послала его быть проводником греков. Прибыл в Илион и полюбил Елену, она отнеслась к нему дружелюбно. Однако Парис убил его.
По Никандру, Кориф — сын Елены и Париса, рано погибший.